# Footwork (musique)
Sous-genres
Future footwork
Genres dérivés
Future bass
Le footwork est un genre de musique électronique ainsi qu'une street dance, ayant émergé à Chicago, aux États-Unis. La danse apparait dans les années 1980 à Chicago, le style de musique émerge quant à lui dans les années 1990. De nombreux producteurs de footwork sont avant tout des danseurs. Au cours des années 2000, le footwork se popularise dans le reste des États-Unis, et touche même les scènes du Royaume-Uni, de l'Europe, de l'Amérique Latine et du Japon. Le footwork est aujourd'hui l'une des composantes majeures de la culture club, et de la musique électronique.

## Histoire
Le footwork est avant tout une danse qui trouve ses origines à Chicago dans les années 1980. Faites de mouvement rapides des jambes, des bras et du corps, cette danse se pratique au départ sur des morceaux de ghetto house, lors d'événements populaire set de battles, organisés par des crew comme House-O-Matics. Les pionniers du footwork DJ Rashad, RP Boo, DJ Clent ont tous été danseurs avant de devenir DJ ou producteurs.

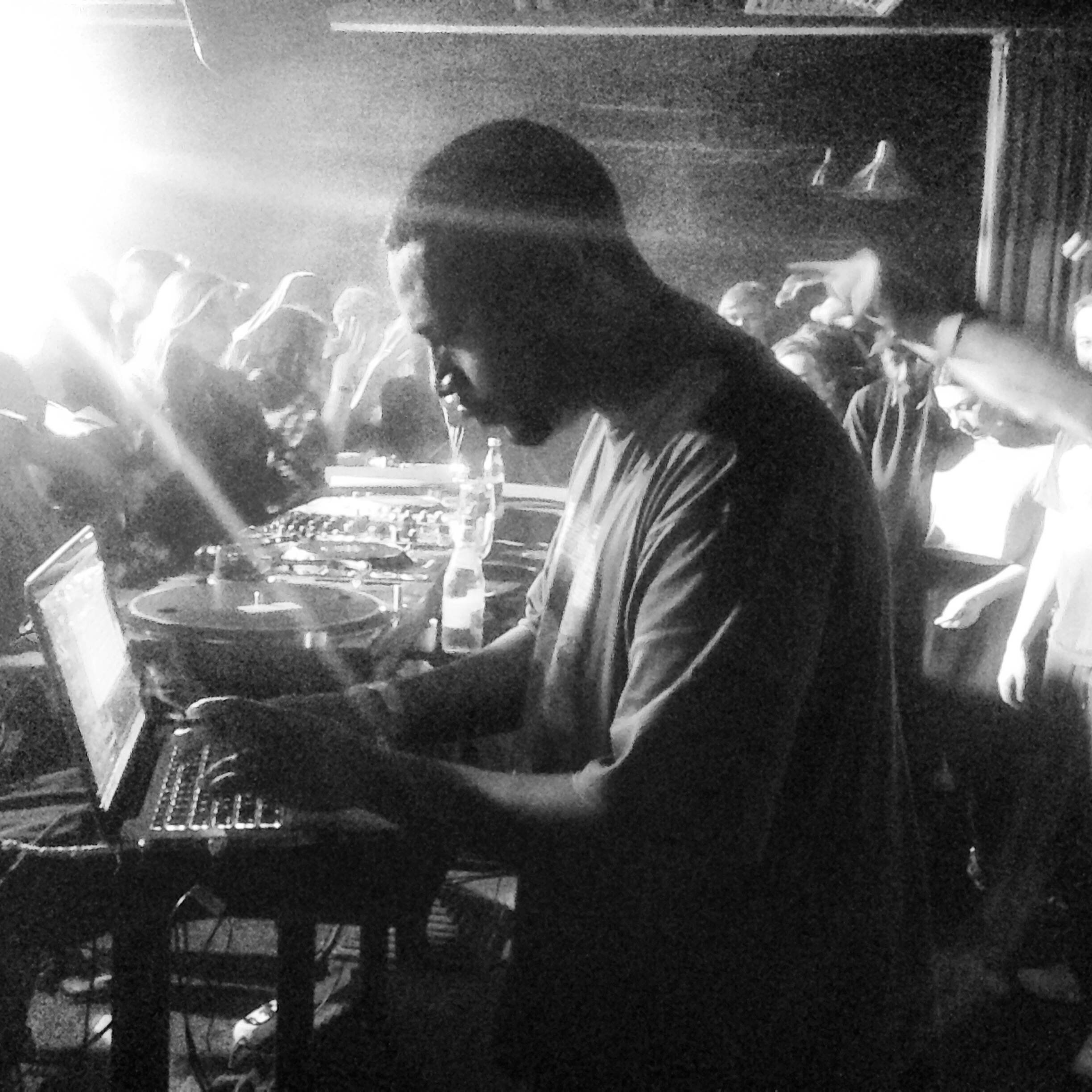
DJ Rashad en 2013

Les premiers morceaux de footwork apparaissent au milieu des années 1990. Le terme footwork est utilisé dès 1995 avec le morceau éponyme de Waxmaster. Selon RP Boo, le footwork se popularise après qu'un DJ ait passé des morceaux plus rapidement qu'à la normale lors d'une battle de danse, en jouant des titres à 45rpm au lieu de 33rpm. DJ Rashad, DJ Clent et RP Boo publient leurs premier morceaux de footwork entre 96 et 98. DJ Puncho et Gantman popularisent le terme Juke en 1998 avec leurs morceaux "Let Me C-U Juke" et "Juke It".
Longtemps resté à Chicago, dans ces clubs, ses soirées et ses ondes radios, la musique de la scène footwork s'exporte dans les années 2000 grâce aux réseaux sociaux, en particulier Myspace et Youtube. En 2007, le genre se popularise en dehors de Chicago grâce au morceau "Watch My Feet" de Dude and Nem, qui montre dans son clip des pas de danse footwork. La même année, DJ Gant-Man remixe un titre de Kid Sister, sur la face B d'un single qu'elle partage avec Kanye West. Il remixe aussi Beyoncé sur un morceau avec Slim Thug.

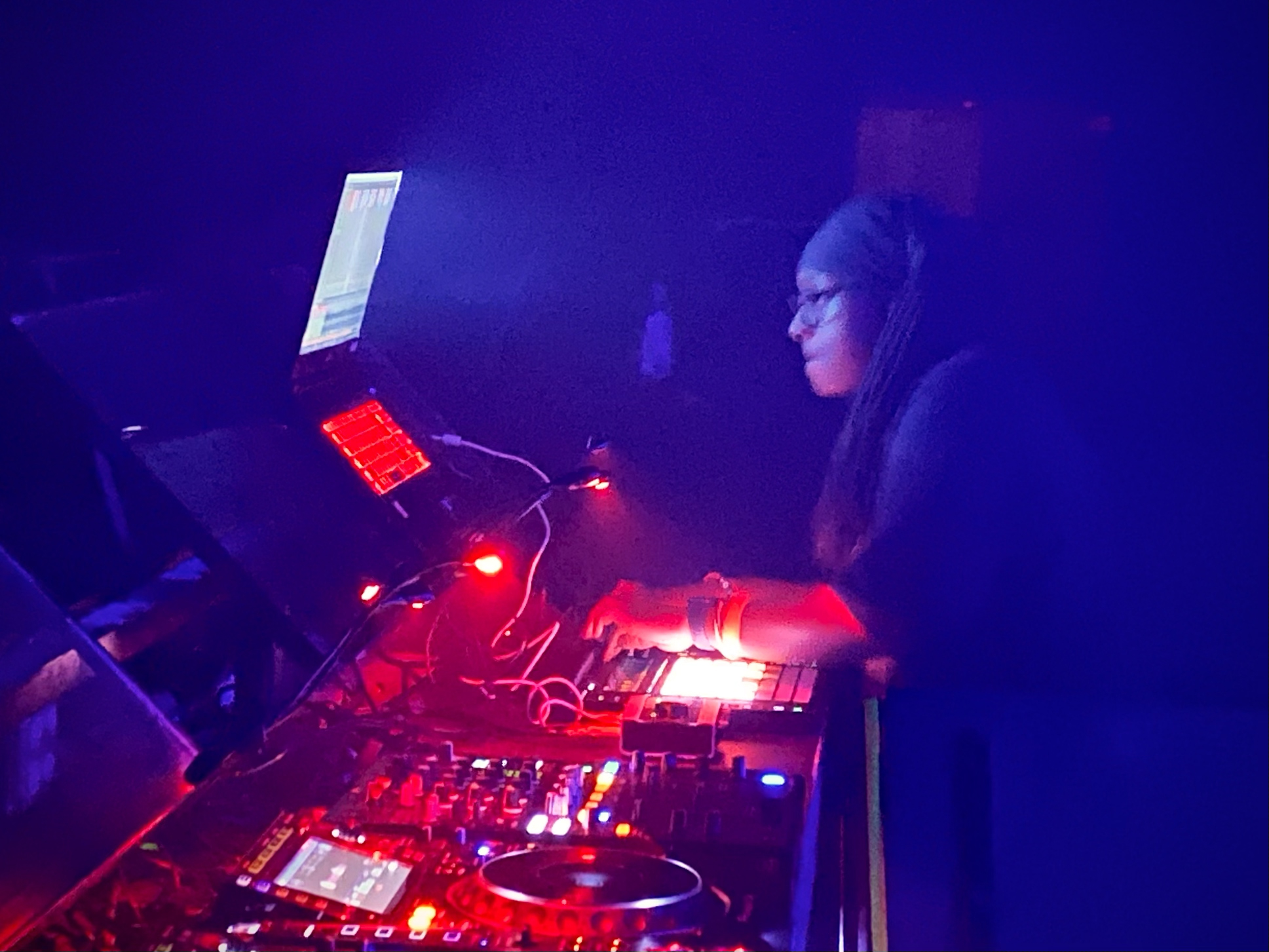
JLin à Brooklin en 2021

L'arrivée des réseaux sociaux et des plateformes de partage de musique et de vidéo au milieu des années 2000 ont permis à la scène footwork de s'exporter en dehors des États-Unis. Des producteurs anglais et français citent Youtube comme leur premier contact avec le genre.
Les années 2010 apporte un renouveau dans la scène footwork, avec l'arrivée de producteurs comme DJ Manny, DJ Boylan, DJ Earl et Jlin. Les albums de Jlin sont particulièrement remarqués par la presse spécialisée, salués pour leurs innovation. En 2024, elle collabore avec Björk et Phillip Glass sur son album Akoma.

### Les labels
Dance Mania est l'un des premiers labels où l'on peut entendre des morceaux de footwork, avec l'EP "Footwork" de Waxmaster publié en 1995. Juke Trax prend le relais à la fin des années 1990, et devient l'un des principaux label de Juke au cours des années 2000.
Teklife est l'un des crew le plus actif, il est constitué en 2013 de DJ Rashad (Teklife), DJ Spinn, DJ Manny, Rp Boo (D'Dynamic), DJ Gant-Man, Taso, Traxman (GETO DJs), Heavee D, DJ Earl, DJ Tre, Boylan, DJ Taye, Lightbulb, Feloneezy (Mystic stylez), Jackie Dagger (Mystic  stylez), Freshtilldef, Moondoctor, Durban, TCJ, Tripletrain, et Ashes57.
Les labels Planet Mu de Mike Paradinas et Hyperdub de Kode9 sont connus pour avoir contribué à populariser les artistes officiant dans le style tels que DJ Nate, DJ Roc ou DJ Rashad.

## Danse
La danse implique un mouvement très rapide des pieds accompagné de twists and turns, elle a régulièrement lieu sous la forme de battle similaire à ceux rencontré dans le milieu du breakdance.

## Caractéristiques

### Footwork

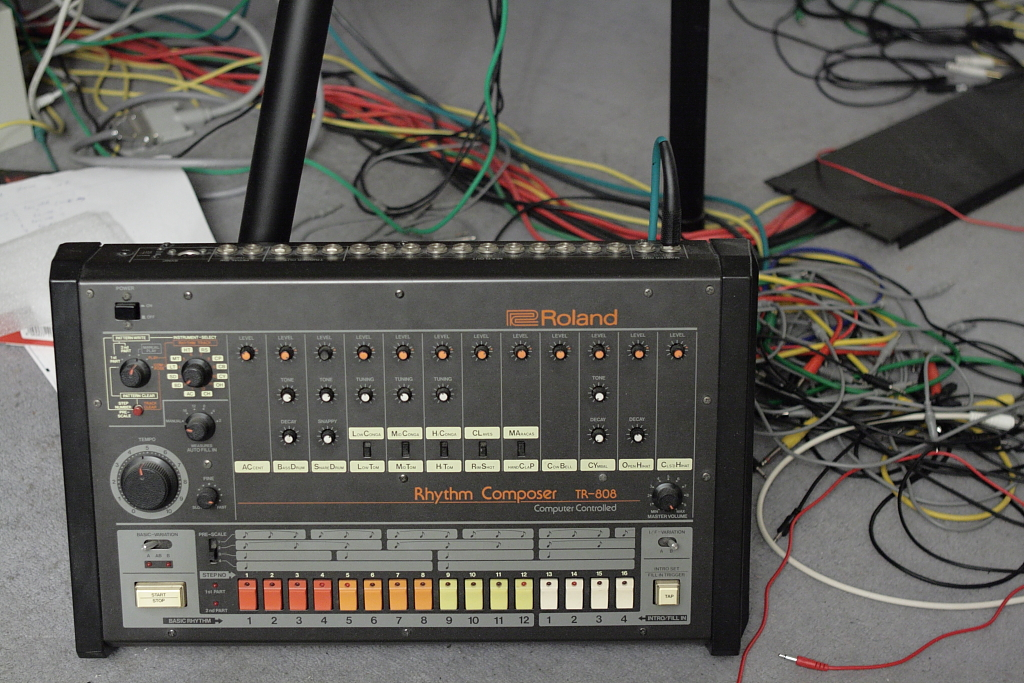
Roland TR808

Le footwork oscille autour de 160BPM, entre 150 et 165BPM. On le fabrique principalement avec une MPC et ses éléments rythmiques font souvent appel à la Roland TR-808. Dans les ingrédients du footwork, on trouve des claps, des toms, une basse qui peut être saturée et des samples. Les claps et les hats sont particulièrement marqués. Le footwork est souvent construit sur une rythmique ternaire.
Ses vocaux sont très répétitifs et empruntent souvent des acappellas issus du hip-hop, du r&b, de la soul, du funk, de la pop et des extraits de films. L'utilisation des samples chez les artistes de la génération actuelle est encore plus variée, certains utilisant de la musique de jeu vidéo, du reggaeton, du rock ou d'autres genres de musique électronique.

### Juke
Le juke se construit autour de 160BPM, entre 150 et 165BPM, comme une version accélérée de la ghetto house. Ces caractéristique sonores se rapprochent du footwork (des claps, des toms, une basse), mais repose sur une rythmique 4x4, tirée de la house,. DJ Spinn explique dans le documentaire "I'm Tryna Tell Ya", que le juke propose un son plus "club", plus "pop" que le footwork, lui destiné avant tout aux danseurs pros. Dans le juke, on peut entendre des samples tirés du hip-hop, de la pop, du r&b, de la soul et du funk. Le juke est souvent construit sur une rythmique binaire.

## Sous-Genres

### Juketon
En 2007, DJ Rashad remixe le morceau "No Te Veo" de Jowell & Randy sur sa mixtape Juke Jams. Il s'agit probablement du premier morceau de juke qui sample du reggaeton. Un an plus tard, DJ Gant-Man compose le morceau "Boricua Juke" pour la Puerto Rican Day Parade de Chicago. Ces deux morceaux vont inspirer au producteur de Chicago d'origine mexicaine DJ Chi-C la création d'un nouveau genre de juke : le juketon qui mélange juke et reggaeton,.
En 2011, DJ Chi-C publie Juketon the Mixtape sur Bandcamp, premier mix 100% Juketon. Dans la foulée il signe Juketon Trax, un EP composé de morceau du genre. DJ Chi-C va exporter le son Juketon vers d'autres producteurs de la scène club latine, en particulier au Mexique et en Allemagne via le label Kumbale. DJ Chi-C produit également des morceaux qui allient le juke aux musiques traditionnelles d'Amérique Latine, un courant qu'il surnomme "Northern Juke",.

### Party-Juke
Au Japon, des rappeurs se sont mis à rapper sur des productions juke pensée pour faire la fête. Ce courant, surnommé "Party-Juke", arrive au début des années 2010. La compilation 160OR80 du label éponyme est, selon la japonaise DJ April, un monument du genre, qui marque un tournant.

## International
L'arrivée des réseaux sociaux et des plateformes de partage de musique et de vidéo ont permis au footwork et au juke de se propager dans le monde entier. Des producteurs anglais et français citent Youtube comme leur premier contact avec le genre. Les compilations comme World Wike Juke ont permis à la scène juke mondiale de se connecter.
On peut trouver des labels, des producteurs et des communautés fédérées autour du Juke en France, au Royaume-Uni, en Pologne, en Russie, en Autriche, au Mexique, au Pérou, au Japon et dans d'autres régions du monde.

### Royaume-Uni
Mike Paradinas, boss du label Planet Mu, découvre le footwork en 2007 par le biais de vidéos de battles de danses organisées à Chicago et mise en ligne sur Youtube. Il importe ensuite le son de Chicago en Europe via son label, avec en particulier la compilation Bangs & Works Vol.1 (A Chicago Footwork Compilation), parue en 2010.

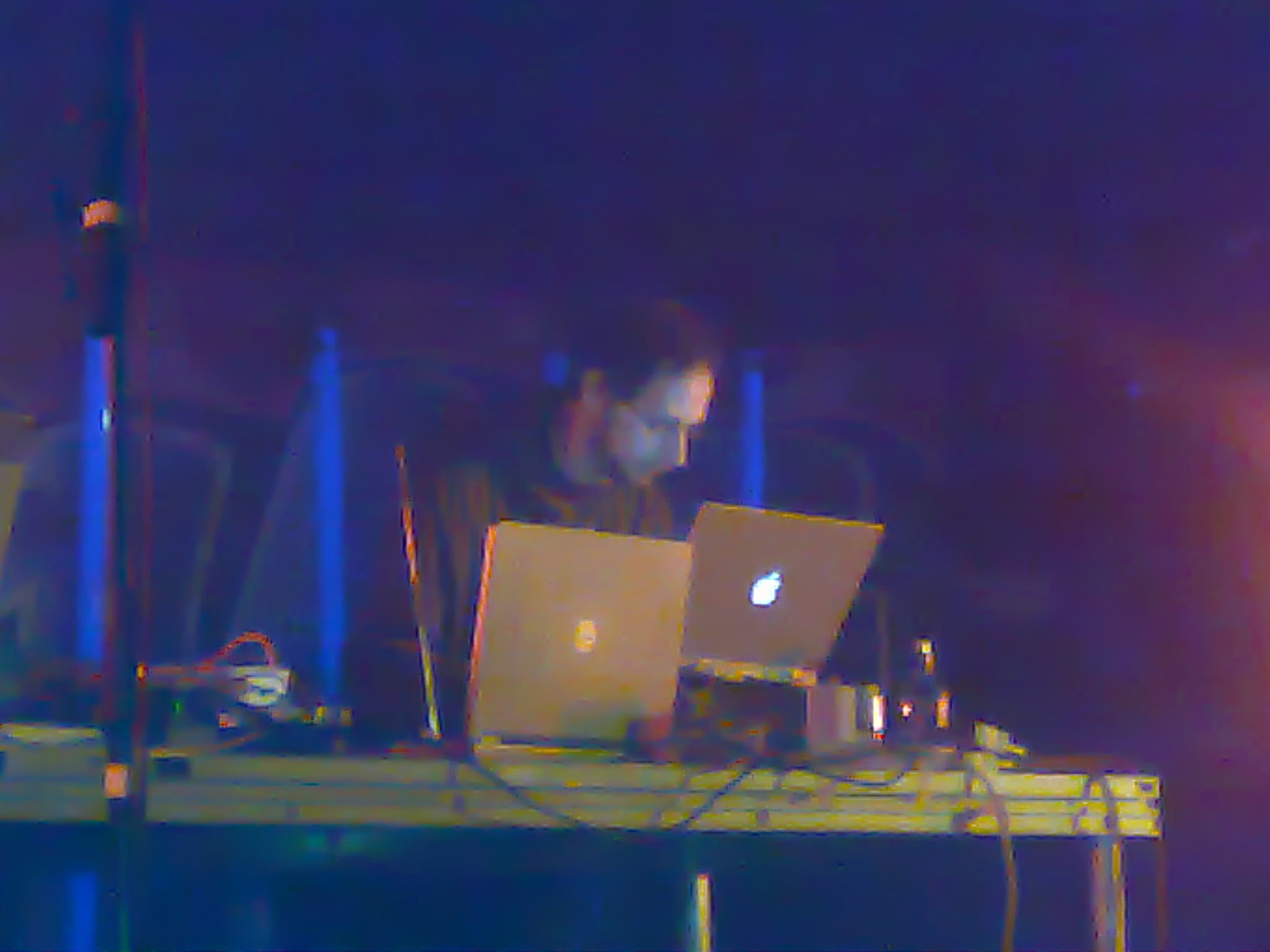
Mike Paradinas du label Planet Mu

L'une des premières tentatives d'émulation du son juke/footwork en Europe a été "Footcrab" d'Addison Groove, sorti en 2010 sur le label SWAMP 81 du producteur britannique Loefah. "Footcrab" s'inspire du footwork, mais le son de "Footcrab" a été ralenti pour correspondre au tempo du dubstep, autour de 140 BPM. "Footcrab" a été critiqué pour s'être éloigné de la nature brute du son de Chicago et pour n'avoir fait qu'émuler le son juke à un niveau superficiel "enfantin", et la production de "Footcrab" a été jugée "bon marché". Malgré les critiques, "Footcrab" a placé Addison Groove sur le devant de la scène de la basse britannique au Royaume-Uni. Son album suivant, Transistor Rhythm, sorti sur le label 50 Weapons de Modeselektor, tout en conservant l'influence du footwork, s'oriente davantage vers les premiers jours du genre et vers le son de son prédécesseur immédiat, la ghetto house, incluant des synthés tiré du son rave à des tempos beaucoup plus lents que le footwork, autour de 120-140 BPM. Cependant, l'album a également reçu des critiques mitigées, voire négatives.
Hormis quelques sorties isolées comme celles d'Addison Groove et d'une poignée d'autres, le footwork/juke n'a pas rencontré un grand succès au Royaume-Uni. Mike Paradinas, directeur du label Planet Mu, a expliqué cette situation en faisant deux remarques : la première, selon lui, est que la culture festive britannique est nettement différente - reposant sur les substances illicites et la boisson - et qu'elle aurait eu du mal à s'imposer face à la danse athlétique qu'est le footwork ; la seconde, selon lui, est que les artistes britanniques ont toujours été réticents à s'approprier des cultures entières, essayant plutôt de créer leurs propres tendances nationales ou d'ajouter une touche distincte à une culture existante, ce qui n'a pas été le cas pour le footwork en Grande-Bretagne.
En 2011, le duo de producteur anglais Africa Hitech, formé dans le cadre de la Red Bull Music Academy, publie l'album 93 Million Miles qui comprend des titres de Footwork. Cette même année, le berlinois Kuedo signe l'album Severant sur Planet Mu, qui contient aussi du Footwork. En 2011 toujours, la chanteuse britannique Emika est remixée par DJ Rashad et DJ BMT.

### France

#### Années 2000
En 2006, le producteur de Mulhouse DJ Hilti publie un morceau de footwork en Français “Dans ton Cul”. Dj Hilti publiera ensuite trois EP sur le label de Chicago Juke Trax. Sur Juke Trax. Le producteur français Leatherface sort aussi quelques morceaux sur le label Juke Trax.Le label Booty Call Records, qui s’intéressait déjà à la ghetto house de Chicago est l’un des premiers ambassadeurs du footwork et du juke en france. En 2007, Booty Call forme le Violator Juke Squad qui deviendra plus tard le Nightmare Juke Squad. De cette première mouture reste une compilation disponible sur le Mixcloud de Booty Call. On peut notamment y entendre un remix juke du morceau “Du Biff” de Booba, qui était disponible au téléchargement sur la page Myspace du Nightmare Juke Squad.
Sur Nightmare Juke Squad, on trouve des compilations portées par des producteurs de Booty Call Records, parfois sous alias, comme Kaptain Cadillac qui devient Leatherface ainsi que Prime Slime. Les compilations suivent un thème, la première est horrifique, la seconde est faite de reprises de la soundtrack du film Tron : L'Héritage, produite par Daft Punk. Des producteurs américains reconnus de footwork vont sortir leur production sur le label Booty Call Records, comme DJ Earl et EQ Why. Le producteur de DJ Gant-Man signe même l’intro de leur mixtape "Ice N Titties", qui contient de nombreux remixes de morceaux français en version Juke. Le producteur DJ Roc sort un EP sur le labelainsi que Traxman.
Le label Moveltraxx est lancé en 2007 par Big Dope P depuis Paris. Le label publie des sorties inspirées par la club music, comme le jersey club, la ghetto house, le footwork et le Juke. Des producteurs américains comme Traxman, Waxmaster et DJ Tameil figurent dans le catalogue du label. Moveltraxx publie aussi des productions d’artistes français comme Alex Autajon ou Flex Blur. Le label est aujourd’hui basé à Londres,,.

#### Années 2010
Au cours des années 2010, plusieurs producteurs de footwork émergent en France. La scène est relativement confidentielle, même si elle est remarquée à l’internationale par d’autres amateurs de footwork. Une cartographie, créé par le label japonais Booty Tune, permet de visualiser une partie de la scène française. Les labels qui développent une esthétique footwork lors de cette période sont Le French Work, Soukouch Ethnik, POLAAR, Kriegspiel, Abri. En parallèle, quelques artistes footwork français comme Flex Blur signent leurs morceaux sur le label Moveltraxx. En 2023, Le Kaiju, artiste francilien, publie un morceau footwork hommage au quartier de Marx Dormoy du 18ᵉ arrondissement de Paris.
Liens avec le rap francophone
Quelques morceaux de footwork français samplent ou remix le rap français. L'un des premiers exemple est le remix de Booba, réalisé par The Ripper. DJ Kesmo (aka Lecter) de Booty Call Records a produit des morceaux ou remixes de footwork à destination de rappeurs, sur les deux albums du groupe Clone X et du groupe de rap sudiste Booty Love Gang. Leatherface du Nightmare Juke Squad a collaboré avec les rappeurs québécois Les Anticipateurs. En 2015, Booty Call Records publie en collaboration avec le collectif de commenatteur de rap Fusils à Pompe une compilation en hommage au président Felix Faure.
La danse en france
En 2009, la compétition de danse hip-hop Juste Debout a invité un crew de danseurs de Chicago, les FootworKINGz avec King Charles et Prince Jron. Les deux danseurs proposaient pendant la pandémie de 2020 des cours de danses en ligne via Zoom, auquel a participé la danseuse Suisse Pamela Méndez. Plus tard, elle forme le projet Juki P2 sorti chez Moveltraxx. La chorégraphe franco-grecque Katerina Andreou propose en 2016 le spectacle BSTRD, dans lequel on peut voir des pas de footwork. Pour leur projet “Jeux de Jambes Volume 3”, le label Abri Catalog invite des danseurs à performer dans une série de vidéo, autour de la danse footwork.

### Japon
Contrairement à la Grande-Bretagne, le Japon, selon Mike Paradinas, n'a pas hésité à s'approprier les sous-cultures occidentales dans leur intégralité, et c'est la raison pour laquelle le footwork/juke est devenu au Japon, au cours des années 2010, l'un des genres dominants de la musique de danse électronique, associé à une scène de danse footwork en plein essor, avec des compétitions et des tournois.
DJ Fulltono d'Osaka est considéré comme le premier pionnier notable du footwork/juke au Japon. Il a commencé à intégrer du footwork/juke dans ses mixes vers 2008, deux ans avant la sortie de la première compilation de la série Bangs and Works sur Planet Mu. À l'époque, les types dominants de musique de danse électronique au Japon étaient la house et la techno, qui tournaient autour de 120 à 130 BPM, et la drum'n'bass, qui tournait autour de 170-175 BPM, de sorte qu'au début, les foules japonaises étaient confuses et considéraient le footwork comme "trop rapide" pour leur goûts,.
Cependant, avec le temps, ils ont développé une tolérance aux sons de DJ Fulltono. Il a fallu aux producteurs et aux auditeurs japonais près d'une décennie pour s'adapter au juke, mais vers 2018, la scène footwork du Japon a été notée comme étant l'une des scènes de musique de danse électronique les plus dynamiques du pays, incorporant dans le son des influences supplémentaires disparates, telles que les vocaloïdes, la culture otaku, le rock japonais, le reggae, le funk, la musique chiptune et la musique wonky, innovant ainsi dans le genre,.
Une autre influence notable sur la formation de la scène footwork/juke japonaise a été la scène ghettotech japonaise, mouvement dirigé par DJ April et DJ Go, entre autres. DJ Fulltono, en plus d'être le pionnier du footwork au Japon, était (et continue d'être) un DJ important de la scène ghettotech japonaise, à peu près à l'époque où il a commencé à populariser le footwork au Japon,.
Le premier label de juke japonais, appelé Booty Tune, a été créé par DJ Fulltono en 2008, initialement pour sortir ses propres morceaux, mais il est progressivement devenu une marque sous laquelle d'autres artistes juke nationaux ont commencé à sortir leurs morceaux,. Par la suite, d'autres labels de footwork japonais sont apparus, à savoir Japanese Mutation Bootyism (qui a publié une importante compilation de juke et de footworks japonais), Kool Switch Works et Dubliminal Bounce (par le producteur de footwork japonais Skip Club Orchestra),.
La scène japonaise a reçu le soutien de la scène de Chicago à plusieurs reprises. De nombreux pères fondateurs du juke ont effectué des tournées au Japon, dont beaucoup ont été organisées par DJ Fulltono La plupart des producteurs japonais de footwork interrogés par Bandcamp ont cité le producteur de footwork Traxman de Chicago et Bangs and Works comme leurs principales sources d'inspiration. En retour, Traxman a publié un album complet de remixes de ses morceaux, remixes réalisés exclusivement par des producteurs japonais,.
La scène juke japonaise a connu de nombreuses expérimentations au fil des ans. Par exemple, certaines sorties du catalogue du label Omoide ont donné le coup d'envoi de ce que l'on appelle le juke vocaloid en combinant la musique footwork avec des vocaloïdes. D'autres producteurs ont incorporé l'influence de la musique wonky,.
Un autre sous-genre de juke né au Japon est le party-juke, qui est une fusion de hip hop rappant sur des pistes de footwork. À l'origine, à Chicago, les producteurs évitaient le plus souvent les rappeurs, utilisant plutôt des échantillons de voix, mais au Japon, le party-juke est devenu sa propre sous-culture au sein de la sous-culture footwork/juke plus large. Le sous-genre du party-juke a connu son premier moment avec la sortie de la compilation 160or80 en 2013, selon le producteur japonais DJ April, vétéran de la ghettotech et du footwork,.
L'influence du rock japonais sur le juke japonais et vice versa était si prononcée que des soirées de musique rock bien connues à Tokyo, appelées SHINJUKO ROCKS, ont commencé à organiser des soirées juke,.
Le "dancing ban", qui interdit la danse dans certains clubs et bar japonais, remise en vigueur autour de 2011, a sérieusement freiner la scène juke-footwork japonaise, où la danse était particluièrement importante. Un documentaire produit en 2018 s'intéresse à la scène japonaise.

## Mexique
La scène Juke au Mexique est principalement incarnée par le label Ten Toes Turbo qui publie des morceaux du genre depuis l'EP Dancing On The Edge de Juke Ellington sorti en 2013. Initialement un collectif organisateur d'évènements, Ten Toes Turbo a commencé par s'intéresser au dubstep et à la bass music avant de s'ouvrir au footwork. L'autre pilier du juke au Mexique est le collectif JUKEMX qui organise des événements où l'on peut entendre du juke et des variantes comme le juketon.